# 別列吉 (桑博爾區)
49°35′12″N 23°17′40″E / 49.58667°N 23.29444°E

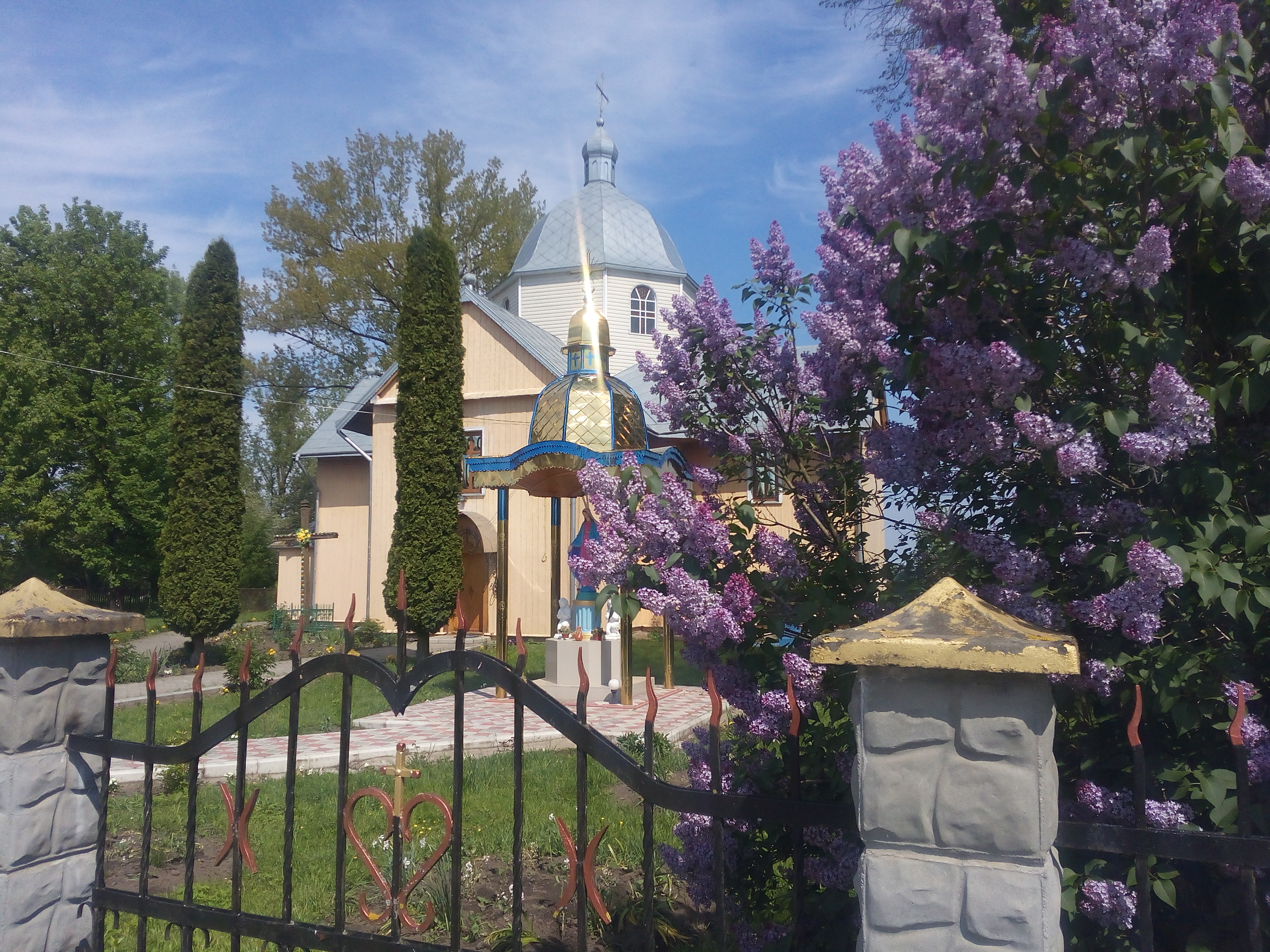

別列吉（烏克蘭語：Береги），是烏克蘭西部的村莊，隸屬利維夫州的桑比爾區。該村面積1.11平方公里，海拔高度277米，2001年人口445，人口密度每平方公里400.18人。